# Drušići
Drušići este un sat din comuna Cetinje, Muntenegru. Conform datelor de la recensământul din 2003, localitatea are 76 de locuitori (la recensământul din 1991 erau 135 de locuitori).

## Demografie
În satul Drušići locuiesc 68 de persoane adulte, iar vârsta medie a populației este de 52,6 de ani (52,1 la bărbați și 52,9 la femei). În localitate sunt 33 de gospodării, iar numărul mediu de membri în gospodărie este de 2,30.
|  |

| Demografie | Demografie | Demografie |
| An         | Locuitori  | Locuitori  |
| ---------- | ---------- | ---------- |
|            |            |            |
|            |            |            |
|            |            |            |
|            |            |            |
| 1948       | 372        |            |
| 1953       | 405        |            |
| 1961       | 381        |            |
| 1971       | 256        |            |
| 1981       | 163        |            |
| 1991       | 135        | 135        |
| 2003       | 76         | 76         |

| \| Componența etnică conform recensământului din 2003[2] \| Componența etnică conform recensământului din 2003[2] \| Componența etnică conform recensământului din 2003[2] \| Componența etnică conform recensământului din 2003[2] \| Componența etnică conform recensământului din 2003[2] \| \| ----------------------------------------------------- \| ----------------------------------------------------- \| ----------------------------------------------------- \| ----------------------------------------------------- \| ----------------------------------------------------- \| \| \| \| \| \| \| \| Muntenegreni \| Muntenegreni \| \| 71 \| 93,42% \| \| Sârbi \| Sârbi \| \| 5 \| 6,57% \| \| necunoscută \| necunoscută \| \| 0 \| 0% \| |              |  |    |        |
| Componența etnică conform recensământului din 2003 |              |  |    |        |
| |              |  |    |        |
| Muntenegreni | Muntenegreni |  | 71 | 93,42% |
| Sârbi | Sârbi        |  | 5  | 6,57%  |
| necunoscută | necunoscută  |  | 0  | 0%     |